# Mürschnitz
Mürschnitz ist ein Ortsteil der Südthüringer Stadt Sonneberg in Thüringen.

## Lage
Mürschnitz befindet sich nördlich des Sonneberger Stadtteils Bettelhecken am Fuß der Südabdachung des Thüringer Waldes im kupierten ländlichen Raum. Zur südlich vorbeiführenden Bundesstraße 89 ist es nicht weit. Die Kernstadt ist gut erreichbar. Die Landesgrenze zu Bayern liegt in der Nähe.
Der Mürschnitzer Teich ist bei Anglern im ganzen Landkreis und den angrenzenden Landkreisen Coburg und Kronach sehr beliebt, da er sehr fischreich ist. In den Sommermonaten gibt es das Freizeitbad Baxenteich.
Im Ort steht ein markantes Bauwerk, ein Viadukt mit einer Länge von 171 m und einer Höhe von 23 m, über das die Bahnstrecke Eisfeld–Sonneberg führt.

## Geschichte

### Mittelalter
Im Jahr 1149 wurde das damalige Dorf erstmals urkundlich erwähnt.<
Zehntpflichtig waren die Einwohner des Ortes zunächst gegenüber dem Sonneberger Adelsgeschlecht. Das Recht, diese Abgabe auf den Ertrag der Landwirtschaft einzutreiben, ging dann an das Kloster Langheim über. 1453 verkaufte dieses den Anspruch an die Kirche in Neustadt. Die dortigen Geistlichen erhielten in der Folge die Zehnteinkünfte als Pfründe.

### Frühe Neuzeit und Neuzeit
Quellen für die Geschichte des Ortes in dieser Zeit sind in erster Linie verschiedene zeitgenössische Beschreibungen der Wirtschaft, Geographie und Demographie des später zum Herzogtum Sachsen-Meiningen gehörenden Amtes Sonneberg und der darin liegenden Ortschaften. Erwähnt wird in einer Darstellung aus dem Jahr 1781 eine bereits seit dem 16. Jahrhundert geführte Dorfchronik, auf die sich möglicherweise einige Autoren stützen. Die Chronik soll traditionell von dem Besitzer eines bestimmten Hofes geführt worden sein. 1781 wird die Familie Oberender als Eigentümer dieses Hofes und damit als verantwortlich für die Fortführung der Chronik genannt.
Die verschiedenen, folgend dargelegten Quellenbefunde ergeben das Bild einer sich nach den Verheerungen des Dreißigjährigen Krieges schnell wirtschaftlich und demographisch erholenden Ortschaft, die im Vergleich mit anderen Gemeinden des Amtes Sonneberg als besonders wohlhabend gelten muss. Profitiert haben die Einwohner wohl insbesondere von der lukrativen Forstwirtschaft.

### Der Dreißigjährige Krieg als gravierender Einschnitt
1624 soll ein Teil des Ortes durch ein zufällig ausgebrochenes Feuer abgebrannt sein. Große Verluste an Menschen und erhebliche materielle Einbußen brachte wohl der Dreißigjährige Krieg mit sich. Letzteres scheint wahrscheinlich, da die Gemeinde Mürschnitz bis 1652 mit der Zahlung der hoheitlichen Abgaben in großem Umfang in Rückstand geraten war. Weite Teile der Ackerfluren und Wiesen konnten zuvor wegen des Mangels an Arbeitskräften nicht bewirtschaftet werden. Viele Flächen wurden erneut von Buschwerk und Wald überwuchert. Die Lage des Ortes an der Grenze zwischen protestantischen und katholischen Herrschaftsgebieten ebenso wie die Nähe zu den wichtigen, auch von den Heeren genutzten Durchmarschrouten führten dazu, dass die Region mehrfach stark in Mitleidenschaft gezogen wurde. In den Jahren ab 1632 bewegten sich sowohl kaiserliche als auch schwedische Truppen mehrfach plündernd durch das Gebiet der Pflege Coburg. Die durch Nahrungsmangel geschwächte Bevölkerung wurde zusätzlich durch eine damals grassierende Pestepidemie dezimiert. Weitere Verluste resultierten daraus, dass Einwohner getötet wurden, sich für den Militärdienst anwerben ließen oder in größere, befestigte Städte bzw. andere, weniger gefährdete Regionen flohen. Dies traf vor allem auf die Bevölkerung kleinerer und mittlerer Ortschaften zu. Für die Jahre 1636–1639 nahm Günther an, es seien nur noch etwa 5 % der Nutzfläche in der Pflege Coburg bearbeitet worden. Von 10.658 Rindern im Jahr 1632 waren demnach 1639 nur noch 693 übrig. 1640 lagen sich in Saalfeld für mehrere Wochen insgesamt knapp 100.000 kaiserliche und schwedische Soldaten gegenüber. Fouragekommandos beider Kriegsparteien erschienen auf der Suche nach Verpflegung auch in der bereits ausgepowerten Pflege Coburg, die erneut hart getroffen wurde. Es ist also davon auszugehen, dass die Gemeinde Mürschnitz einen großen Teil ihrer Einwohner während des Krieges verloren hat. Die Einbußen werden sich wahrscheinlich mindestens im Bereich des für Thüringen im Durchschnitt angenommenen Verlustes von 70 % bewegt haben.

### Wirtschaftliche und demographische Erholung nach dem Krieg
In einer 1781 erschienenen Darstellung der wirtschaftlichen und demographischen Charakteristika der Region wurde Mürschnitz als ein im lokalen Vergleich wirtschaftlich besser gestelltes Dorf erwähnt. Zwar sei die Landwirtschaft auch hier wegen der schlechten Ackerböden und der sauren Wiesen wenig einträglich. Zusätzliche Einkünfte könnten aber aus der Nutzung der umliegenden Wälder erwirtschaftet werden. Der Verkauf von Holz, nicht aber die Holzverarbeitung z. B. zu Spielwaren, wurde hervorgehoben. Bereits 1735 hatte Heinrich August Sonnhoff Mürschnitz als Ort charakterisiert, an dem keine intensive Produktion stattfinde. Spätestens seit dem 17. Jahrhundert waren mehrere Teiche angelegt worden. Nach Brückner waren es um 1660 neun künstliche Gewässer, in denen Fischzucht betrieben wurde. Fisch war daher eine weitere Einkommens- und Nahrungsquelle. In der Ortschaft gab es zu dieser Zeit neun Fronhöfe in privatem Besitz, eine Sölde und ein herrschaftliches Gut, dessen Erträge dem Forstbeamten als Entlohnung zur Verfügung standen. In insgesamt 19 Häusern lebten 75 Erwachsene und 30 Kinder. Der ansässige Förster war verantwortlich für Jagd und Holzwirtschaft im gesamten, umfangreichen Waldgebiet des Amtes Sonneberg. Bereits mehr als ein Jahrhundert zuvor, hatte der herzogliche Forstbeamte in Mürschnitz ein Gut zur Bewirtschaftung inne. Hanns Augustin Kohlhaas, damaliger Amtsinhaber, hatte 1662 die Kuppe des Sonneberger Schloßberges mit der Ruine des abgebrannten Schlosses und den umliegenden Flächen zum Preis von 400 fränkischen Gulden erworben.
Seit den 70er Jahren des 18. Jahrhunderts war auch die Abdeckerei des Amtes Sonneberg in Mürschnitz angesiedelt.

### Das 19. Jahrhundert
Gemäß einer Darstellung aus dem Jahr 1811 bestand der Ort zu diesem Zeitpunkt aus 20 Häusern, die von 103 Personen bewohnt wurden. Es wird nicht ganz klar, ob hier lediglich die erwachsenen Einwohner gezählt wurden, oder auch die Zahl der am Ort lebenden Kinder in die Rechnung eingegangen ist. Die Einwohner lebten von der Landwirtschaft. Hervorgehoben wurde erneut die wirtschaftliche Bedeutung der Forstwirtschaft wie auch der Fischzucht in mehreren am Ort angelegten Teichen. Als Bauern gemeldet waren 13 Personen. Hinzu kamen drei Weber, ein Drechsler, ein Schmied und ein Förster. Auch hier zeigte sich das Überwiegen der Landwirtschaft, im dörflichen Handwerk waren nur wenige Personen beschäftigt. Primär wurden Holzwaren, Gebrauchsgegenstände wie Spielzeuge, zu Beginn des 19. Jahrhunderts von Drechslern hergestellt. Entsprechend gab es in den Zentren der Produktion, wie etwa Judenbach, schon im 18. Jahrhundert eine große Zahl an solchen Handwerkern. In Mürschnitz war diese Berufsgruppe unterrepräsentiert. Es scheint wahrscheinlich, dass ein großer Teil der Einwohner als Tagelöhner in Land- und Forstwirtschaft Arbeit suchte. Außerhalb der saisonalen Beschäftigungsspitzen – etwa während Aussaat und Ernte – dürften diese Personen ohne Anstellung und Einkommen gewesen sein. In Thüringen galt westlich der Schwarza überwiegend das Erbrecht der Realteilung, das heißt die Betriebe wurden zu gleichen Teilen unter den Erbberechtigten aufgeteilt. Ein zahlenmäßiger Anstieg der dörflichen Bevölkerung musste daher immer zu einer Verkleinerung der landwirtschaftlichen Besitzungen und damit zu einer Reduzierung der wirtschaftlichen Ressourcen der einzelnen Familien führen. Landarme oder sogar landlose Einwohner hatten, anders als in umliegenden Siedlungen, in der Holzwirtschaft eine bedeutende Einnahmequelle. Der durch den erhöhten Bedarf an Holz im 19. Jahrhundert hervorgerufene Umbruch zunächst der hoheitlichen Waldwirtschaft muss zu einem erheblichen Bedarf an Arbeitskräften geführt haben. Bauern, die selbst über Waldgebiete verfügten, profitierten unmittelbar von den stark ansteigenden Holzpreisen in dieser Zeit. Es scheint, als habe die Herstellung von Spielzeugen in Heimarbeit lediglich eine geringe Bedeutung gehabt.
Einwohner des Ortes waren auch Teil der vom Herzogtum Sachsen-Meiningen als Mitglied des Rheinbundes für Napoleon aufgestellten Truppenkontingente. Im Dezember 1818 forderte die Regierung per öffentlicher Bekanntmachung alle Einwohner, die am Spanien- bzw. am Russlandfeldzug in den Jahren 1810–1812 teilgenommen und sich bisher noch nicht offiziell zurückgemeldet hatten, auf, sich bis März 1819 beim herzoglichen Militärkommando einzufinden. Alle Personen, die dies nicht taten, sollten für tot erklärt werden. Namentlich genannt wurden 21 Personen aus dem Amt Sonneberg, unter ihnen Carl Müller aus Mürschnitz.
Für das Jahr 1843 gab der Sekretär der herzoglichen Verwaltung in Sonneberg eine Gesamtzahl von 162 Einwohnern an. Zur gleichen Zeit war die Zahl der Häuser des Ortes auf 22 gestiegen. Schultheiß des Ortes war Georg Nikol Schindhelm. Wirtschaftliche Lage und Gesundheitszustand der Einwohner im gesamten Amt Sonneberg waren nach Aussage des lokalen Beamten häufig prekär. Die harten Lebensumstände zeigten sich unter anderem in der geringen Lebenserwartung, die der Verfasser vor allem auf die harte Arbeit und die unzureichende Ernährung insbesondere der Unterschichten zurückführte. Nur wenige aus dieser sozialen Gruppe erreichten ein Alter von 40 Jahren. Betrachtet man das Verhältnis von Einwohnern und Häusern zueinander, so wird deutlich, dass die Zahl der Dorfbewohner pro Haus seit 1781 deutlich angestiegen ist. Offenbar zog die Teilung der Besitzungen unter den Nachkommen tatsächlich eine Verkleinerung der materiellen Grundlage pro Familie nach sich. Der beständig wachsenden Bevölkerung muss neben der Landwirtschaft eine weitere Möglichkeit, die Subsistenz zu sichern, offengestanden haben. Die Holzwirtschaft dürfte auch zu dieser Zeit in Mürschnitz eine lukrative Einkommensquelle gewesen sein.
Kurz vor der Mitte des 19. Jahrhunderts wurde die Zahl der Einwohner in einer offiziellen  Veröffentlichung mit 167 angegeben. 1852 waren es gemäß einer Aufstellung der herzoglichen Verwaltung 187, die 31 verschiedenen Familien angehörten. Auch zu dieser Zeit galt die überwiegend bäuerliche Bevölkerung des Ortes als überdurchschnittlich wohlhabend. Die wichtigsten Einnahmequellen seien Viehzucht und Holzwirtschaft gewesen. Die ansässigen Landwirte besaßen insgesamt 151 Schafe, 141 Rinder, 32 Schweine und 13 Ziegen. Auffällig ist die hohe Zahl an Schafen. Seit Mitte des 19. Jahrhunderts erlebte die Wollproduktion in Thüringen einen rapiden Verfall. Aus Übersee importierte Wolle war deutlich billiger als die heimische Ware. Zumindest diese Einnahmequelle muss in der zweiten Hälfte des 19. Jahrhunderts versiegt sein.
Zu Beginn der 1860er Jahre war die Einwohnerzahl auf 191 Personen angewachsen. 27 Häuser wurden am Ort gezählt. Schultheiß des Ortes war zu diesem Zeitpunkt Johannes Schmidt. Offenbar war der wirtschaftliche Rückschlag, der sich aus dem Niedergang des Wollproduktion ergab, aber zu verkraften. Die Herstellung und Verarbeitung von Wolle kann daher, trotz der großen Zahl an Schafen im Jahr 1853, nicht zentrale Einnahmequelle gewesen sein. Erneut wird die Bedeutung der Holzwirtschaft deutlich.
1870 nahm mindestens ein Einwohner des Ortes am Deutsch-Französischen Krieg teil. Am 21. September 1870 wurde im „Regierungsblatt für das Hertzogthum Coburg“ die Liste der Verluste veröffentlicht, die das in der Region Südthüringen aufgestellte 6. Thüringische Infanterieregiment Nr. 95 am 1. September in der Entscheidungsschlacht von Sedan erlitten hatte. Die Einheit, Teil des preußischen XI. Korps, war an der Einnahme und nachfolgend der Verteidigung der Stadt Floing beteiligt gewesen. Musketier Nikol Schott aus Mürschnitz war dabei durch einen Schuss an der linken Schulter leicht verletzt worden.

### Zeitgeschichte
Später kam der Tourismus und die Industriearbeit hinzu. Die Freiwillige Feuerwehr Mürschnitz blickt auf eine über einhundert Jahre alte Geschichte zurück.
Die ehemalige Gemeinde Mürschnitz wurde am 1. Juli 1950 endgültig in die Stadt Sonneberg eingegliedert. Zuvor war der Ort bereits 1922 Teil der Gemeinde Sonneberg geworden. Er gewann 1924 seine Unabhängigkeit wieder zurück.